# Екатерина Ослекова
Д-р Екатерина Богомирова Ослекова е българска общопрактикуваща лекарка в Копривщица. Родена е в Цариброд, Югославия на 28 януари 1944 г.
Доктор Ослекова за приноса ѝ в развитието на духовността и моралните ценности в Копривщица е отличена със званието „Заслужил гражданин на Софийска област“ в категория „Развитие на духовността и моралните ценности“ през 2018 г. Посвещава целия си живот в полза на хората и като лекар спасява много човешки животи.
Автор е на стихосбирки и акварели, с редовно участие в тържественото връчване на националната литературна награда „Димчо Дебелянов“. Екатерина Ослекова е член на църковното настоятелство на храм „Успение на Пресветая Богородица“. Организира благотворителни и дарителски кампании в града.
През 1995 г. е основана фондация „Копривщица“. Нейни учредители са регионалният вестник „Камбана“, Община Копривщица, „Бимак“ АД, с. Челопеч, и д-р Екатерина Ослекова.

## Стихосбирки
- „Дива трева“ – редактор Дойчо Иванов, печат Ango boY[5]
- „Храм под небето“ – редактори Р. Атанасова и Дойчо Иванов, печат Ango boY[6]

## Други издания
- Поетично-музикален рецитал с видео картина „Моя Земя“, стихове Екатерина Ослекова, музика Симеон Венков. Рецитира Георги Гайтанеков.[7]